# Perlenschnurbarett

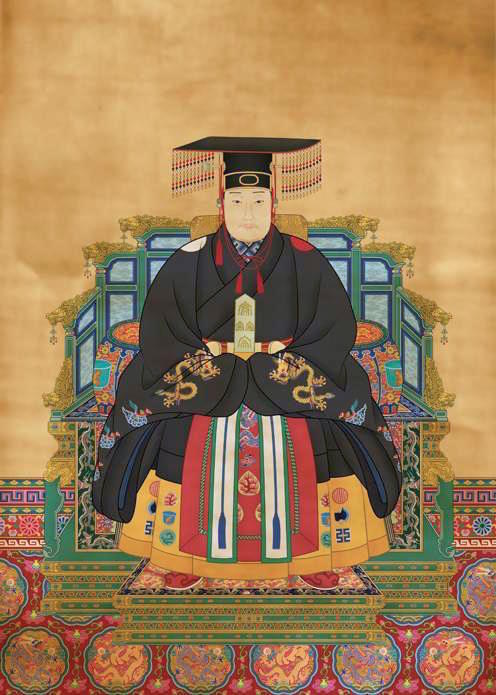
Wanli-Kaiser der Ming-Dynastie

Ein Perlenschnurbarett (kun-mien) ist ein Kopfschmuck der chinesischen Kaiser. 

## Verwendung
Hauptsächlich wurde dieser Kopfschmuck bei der Thronbesteigung verwendet. Diese Zeremonie hatte den Rang und die Funktion einer Krönung bei westlichen Kaisern. Damit sollte die Machtübernahme symbolisiert werden, die jedoch wahrscheinlich schon davor stattfand.
Die chinesischen Kaiser trugen zu ihrer Thronbesteigung einen zeremoniellen Ornat, der von dem Amt für kaiserliche Gewandung (shang-i-chien) verwaltet wurde. Für verschiedene Rangstufen von Zeremonien gab es verschiedene Rangstufen von Ornaten. Der Ornat für die Thronbesteigung bestand aus dem Perlenschnurbarett für den Kopf und einem viereckigen schwarzes Barett, dessen Schmalseiten nach vorne und hinten gerichtet waren. Von jeder dieser beiden Seiten hingen 12 Perlenschnüre aus 12 Perlen herab (vgl. Pendilien). 
Zum Barett trug der Kaiser eine schwarze Jacke und einen gelben Rock. Über dem Rock befand sich ein schürzenähnlicher Gürtel (nur vorne) der auf beiden Seiten der Hüfte von roten Quasten gehalten wurde – wahrscheinlich ein stilisierter Schwertgürtel. Die Schuhe des Kaisers waren wie Kothurnen erhöht.
Das Perlenschnurbarett wurde wahrscheinlich in der Sung-Zeit eingeführt und bis zu der Machtübernahme der Qing-Kaiser verwendet.
Gut dokumentiert ist die Verwendung dieses Kopfputzes durch das Dokument Ta-Ming Hui-Tien, Kapitel 45, aus dem Jahre 1587, und bezieht sich auf die Thronbesteigungszeremonien der Ming-Kaiser.